# 仮面ライダー バトルラッシュ
『仮面ライダー バトルラッシュ』（かめんライダー バトルラッシュ）は、バンダイナムコエンターテインメントより配信されていたスマートフォン用アプリゲーム。2016年7月25日サービス開始。基本プレイ無料（アイテム課金制）。2018年7月25日に2周年を迎えた。
2019年6月27日をもってサービスを終了。

## 概要
特撮テレビドラマシリーズ『仮面ライダーシリーズ』を題材としたスマートフォン向けコンビネーションRPG。
SDサイズの仮面ライダーを7人召喚して戦う。

## 登場キャラクター

### 使用可能キャラクター
- 『仮面ライダー』
  - 仮面ライダー新1号
  - 仮面ライダー新2号
  - 仮面ライダー旧1号
  - 仮面ライダー旧2号

- 『仮面ライダーV3』
  - 仮面ライダーV3
  - ライダーマン
- 『仮面ライダーX』
  - 仮面ライダーX
- 『仮面ライダーアマゾン』
  - 仮面ライダーアマゾン
    - 仮面ライダーアマゾン(ガガの腕輪装着状態)

  - モグラ獣人
- 『仮面ライダーストロンガー』
  - 仮面ライダーストロンガー
    - 仮面ライダーストロンガー　チャージアップ

  - 電波人間タックル

- 『仮面ライダー (スカイライダー)』
  - スカイライダー
    - 強化スカイライダー
- 『仮面ライダースーパー1』
  - 仮面ライダースーパー1
    - 仮面ライダースーパー1(レーダーハンド)
- 『仮面ライダーZX』
  - 仮面ライダーZX
- 『仮面ライダーBLACK』
  - 仮面ライダーBLACK
    - 仮面ライダーBLACK(サタンサーベル)
    - 仮面ライダーBLACK(バイタルチャージ)

  - シャドームーン
- 『仮面ライダーBLACK RX』
  - 仮面ライダーBLACK RX
    - ロボライダー
    - バイオライダー
- 『真・仮面ライダー 序章』
  - 仮面ライダーシン
- 『仮面ライダーZO』
  - 仮面ライダーZO
- 『仮面ライダーJ』
  - 仮面ライダーJ
- 『仮面ライダークウガ』
  - 仮面ライダークウガ
    - 仮面ライダークウガ　グローイングフォーム
    - 仮面ライダークウガ　マイティフォーム
    - 仮面ライダークウガ　ドラゴンフォーム
    - 仮面ライダークウガ　ペガサスフォーム
    - 仮面ライダークウガ　タイタンフォーム
    - 仮面ライダークウガ　ライジングマイティ
    - 仮面ライダークウガ　ライジングドラゴン
    - 仮面ライダークウガ　ライジングペガサス
    - 仮面ライダークウガ　ライジングタイタン
    - 仮面ライダークウガ　アメイジングマイティ
    - 仮面ライダークウガ　アルティメットフォーム
    - 仮面ライダークウガ　アルティメットフォーム(ブラックアイ)
- 『仮面ライダーアギト』
  - 仮面ライダーアギト
    - 仮面ライダーアギト　グランドフォーム
    - 仮面ライダーアギト　ドラゴンフォーム
    - 仮面ライダーアギト　フレイムフォーム
    - 仮面ライダーアギト　トリニティフォーム
    - 仮面ライダーアギト　バーニングフォーム
    - 仮面ライダーアギト　シャイニングフォーム

  - 仮面ライダーG3
    - 仮面ライダーG3マイルド
    - 仮面ライダーG3-X

  - 仮面ライダーギルス
    - 仮面ライダーエクシードギルス

  - アナザーアギト
  - 仮面ライダーG4
- 『仮面ライダー龍騎』
  - 仮面ライダー龍騎
    - 仮面ライダー龍騎サバイブ

  - 仮面ライダーナイト
    - 仮面ライダーナイトサバイブ

  - 仮面ライダーゾルダ
  - 仮面ライダー王蛇
  - 仮面ライダータイガ
  - 仮面ライダーライア
  - 仮面ライダーオーディン
  - 仮面ライダーリュウガ
- 『仮面ライダー555』
  - 仮面ライダーファイズ
    - 仮面ライダーファイズ　アクセルフォーム
    - 仮面ライダーファイズ　ブラスターフォーム

  - 仮面ライダーカイザ(草加)
  - 仮面ライダーデルタ(三原)
  - 仮面ライダーデルタ(北崎)
  - 仮面ライダーオーガ
  - 仮面ライダーサイガ
  - オートバジン　バトルモード
  - ホースオルフェノク(格闘態)
  - クレインオルフェノク
  - スパイダーオルフェノク
  - ウルフオルフェノク
- 『仮面ライダー剣』
  - 仮面ライダーブレイド
    - 仮面ライダーブレイド　ジャックフォーム
    - 仮面ライダーブレイド　キングフォーム

  - 仮面ライダーギャレン
    - 仮面ライダーギャレン　ジャックフォーム

  - 仮面ライダーカリス
    - 仮面ライダーワイルドカリス

  - 仮面ライダーレンゲル
  - 仮面ライダーグレイブ
  - 仮面ライダーランス
  - 仮面ライダーラルク
  - ジョーカーアンデッド
- 『仮面ライダー響鬼』
  - 仮面ライダー響鬼
    - 仮面ライダー響鬼紅
    - 仮面ライダー装甲響鬼

  - 仮面ライダー威吹鬼
  - 仮面ライダー轟鬼
  - 仮面ライダー斬鬼
  - 仮面ライダー歌舞鬼（仮面ライダーディエンド　コンプリートフォームの必殺技演出内でのみ登場）
- 『仮面ライダーカブト』
  - 仮面ライダーカブト
    - 仮面ライダーカブト　ライダーフォーム
    - 仮面ライダーカブト　マスクドフォーム
    - 仮面ライダーカブト　ハイパーフォーム

  - 仮面ライダーガタック
    - 仮面ライダーガタック　ライダーフォーム
    - 仮面ライダーガタック　ハイパーフォーム

  - 仮面ライダーザビー　ライダーフォーム
  - 仮面ライダードレイク　ライダーフォーム
  - 仮面ライダーサソード　ライダーフォーム
  - 仮面ライダーキックホッパー
  - 仮面ライダーパンチホッパー
  - 仮面ライダーダークカブト　ライダーフォーム
  - 仮面ライダーコーカサス
  - ゼクトルーパー(見習い)

- 『仮面ライダー電王』
  - 仮面ライダー電王
    - 仮面ライダー電王　プラットフォーム
    - 仮面ライダー電王　ソードフォーム
    - 仮面ライダー電王　ロッドフォーム
    - 仮面ライダー電王　ガンフォーム
    - 仮面ライダー電王　アックスフォーム
    - 仮面ライダー電王　ウイングフォーム
    - 仮面ライダー電王　クライマックスフォーム
    - 仮面ライダー電王　ライナーフォーム
    - 仮面ライダー電王　超クライマックスフォーム

  - 仮面ライダーゼロノス
    - 仮面ライダーセロノス　アルタイルフォーム
    - 仮面ライダーゼロノス　ベガフォーム
    - 仮面ライダーセロノス　ゼロフォーム

  - 仮面ライダーNEW電王
    - 仮面ライダーNEW電王　ストライクフォーム
    - 仮面ライダーNEW電王　ベガフォーム

  - 仮面ライダー幽汽　スカルフォーム
  - モモタロス
  - ウラタロス
  - キンタロス
  - リュウタロス
  - デネブ
  - ジーク
- 『仮面ライダーキバ』
  - 仮面ライダーキバ
    - 仮面ライダーキバ　キバフォーム
    - 仮面ライダーキバ　ガルルフォーム
    - 仮面ライダーキバ　バッシャーフォーム
    - 仮面ライダーキバ　ドッガフォーム
    - 仮面ライダーキバ　ドガバキフォーム
    - 仮面ライダーキバ　エンペラーフォーム

  - 仮面ライダーイクサ
    - 仮面ライダーイクサ　セーブモード
    - 仮面ライダーイクサライジング

  - 仮面ライダーダークキバ
  - 仮面ライダーアーク
- 『仮面ライダーディケイド』
  - 仮面ライダーディケイド
    - 仮面ライダーディケイド　激情態
    - 仮面ライダーディケイド　コンプリートフォーム
    - ディケイドクウガ（仮面ライダーディケイドの必殺技演出内でのみ登場）

  - 仮面ライダーディエンド
    - 仮面ライダーディエンド　コンプリートフォーム

  - 仮面ライダークウガ　ライジングアルティメット
- 『仮面ライダーW』
  - 仮面ライダーW
    - 仮面ライダーW　サイクロンジョーカー
    - 仮面ライダーW　ヒートメタル
    - 仮面ライダーＷ　ルナトリガー
    - 仮面ライダーW　ルナメタル
    - 仮面ライダーW　ヒートトリガー
    - 仮面ライダーW　ファングジョーカー
    - 仮面ライダーW　サイクロンジョーカーエクストリーム
    - 仮面ライダーW　サイクロンアクセルエクストリーム
    - 仮面ライダーW　サイクロンジョーカーゴールドエクストリーム

  - 仮面ライダーアクセル
    - 仮面ライダーアクセルトライアル

  - 仮面ライダースカル
  - 仮面ライダーエターナル
  - 仮面ライダージョーカー
  - 仮面ライダーサイクロン
  - ナスカ・ドーパント
- 『仮面ライダーオーズ/OOO』
  - 仮面ライダーオーズ
    - 仮面ライダーオーズ　タトバコンボ
    - 仮面ライダーオーズ　ガタキリバコンボ
    - 仮面ライダーオーズ　ラトラーターコンボ
    - 仮面ライダーオーズ　サゴーゾコンボ
    - 仮面ライダーオーズ　シャウタコンボ
    - 仮面ライダーオーズ　タジャドルコンボ
    - 仮面ライダーオーズ　プトティラコンボ
    - 仮面ライダーオーズ　プトティラコンボ(暴走状態)
    - 仮面ライダーオーズ　タマシーコンボ
    - 仮面ライダーオーズ　スーパータトバコンボ
    - 仮面ライダーオーズ　タトバコンボ(王のメダル)
    - 仮面ライダーオーズ　タカトラーター
    - 仮面ライダーオーズ　タカキリーター
    - 仮面ライダーオーズ　タカキリバ

  - 仮面ライダーバース(伊達)
    - バース・デイ(伊達)

  - 仮面ライダーアクア
  - アンク(グリード態)
- 『仮面ライダーフォーゼ』
  - 仮面ライダーフォーゼ
    - 仮面ライダーフォーゼ　ベースステイツ
    - 仮面ライダーフォーゼ　エレキステイツ
    - 仮面ライダーフォーゼ　ファイヤーステイツ
    - 仮面ライダーフォーゼ　マグネットステイツ
    - 仮面ライダーフォーゼ　コズミックステイツ
    - 仮面ライダーフォーゼ　ロケットステイツ
    - 仮面ライダーフォーゼ　メテオなでしこフュージョンステイツ

  - 仮面ライダーメテオ
    - 仮面ライダーメテオストーム

  - 仮面ライダーなでしこ
  - パワーダイザー
- 『仮面ライダーウィザード』
  - 仮面ライダーウィザード
    - 仮面ライダーウィザード　フレイムスタイル
    - 仮面ライダーウィザード　ウォータースタイル
    - 仮面ライダーウィザード　ハリケーンスタイル
    - 仮面ライダーウィザード　ランドスタイル
    - 仮面ライダーウィザード　フレイムドラゴン
    - 仮面ライダーウィザード　オールドラゴン
    - 仮面ライダーウィザード　インフィニティスタイル
    - 仮面ライダーウィザード　インフィニティドラゴン

  - 仮面ライダービースト
    - 仮面ライダービースト　バッファマント
    - 仮面ライダービーストハイパー

  - 仮面ライダーメイジ
    - 仮面ライダーメイジ(真由)
    - 仮面ライダーメイジ(譲)
    - 仮面ライダーメイジ(山本)

  - 白い魔法使い
  - 仮面ライダーソーサラー
  - フェニックス
- 『仮面ライダー鎧武/ガイム』
  - 仮面ライダー鎧武
    - 仮面ライダー鎧武　オレンジアームズ
    - 仮面ライダー鎧武　ジンバーレモンアームズ
    - 仮面ライダー鎧武　カチドキアームズ
    - 仮面ライダー鎧武　極アームズ

  - 仮面ライダーバロン
    - 仮面ライダーバロン バナナアームズ
    - 仮面ライダーバロン マンゴーアームズ
    - 仮面ライダーバロン リンゴアームズ

  - 仮面ライダー龍玄
    - 仮面ライダー龍玄　ブドウアームズ
    - 仮面ライダー龍玄・黄泉　ヨモツヘグリアームズ

  - 仮面ライダー斬月　メロンアームズ
  - 仮面ライダー斬月・真　メロンエナジーアームズ
  - 仮面ライダーデューク
    - 仮面ライダーデューク　レモンエナジーアムズ
    - 仮面ライダーデューク　ドラゴンエナジーアムズ

  - 仮面ライダーシグルド　チェリーエナジーアームズ
  - 仮面ライダーマリカ　ピーチエナジーアムズ
  - 仮面ライダーナックル　ジンバーマロンアームズ
  - ロードバロン
  - 黒影トルーパー
- 『仮面ライダードライブ』
  - 仮面ライダードライブ
    - 仮面ライダードライブ　タイプスピード
    - 仮面ライダードライブ　タイプワイルド
    - 仮面ライダードライブ　タイプテクニック
    - 仮面ライダードライブ　タイプデッドヒート
    - 仮面ライダードライブ　タイプフォーミュラ
    - 仮面ライダードライブ　タイプトライドロン
    - 仮面ライダードライブ　タイプスペシャル
    - 仮面ライダーゼロドライブ
    - 仮面ライダー超デッドヒートドライブ

  - 仮面ライダーマッハ
    - 仮面ライダーデッドヒートマッハ
    - 仮面ライダーチェイサーマッハ

  - 仮面ライダーチェイサー
  - 仮面ライダー3号
  - 仮面ライダー4号
  - 仮面ライダーダークドライブ　タイプネクスト
  - 仮面ライダーハート
  - 魔進チェイサー
    - 魔進チェイサー　武装チェイサースパイダー
    - 超魔進チェイサー

  - ハートロイミュード
  - ゴルドドライブ
- 『仮面ライダーゴースト』
  - 仮面ライダーゴースト
    - 仮面ライダーゴースト　オレ魂
    - 仮面ライダーゴースト　ムサシ魂
    - 仮面ライダーゴースト　エジソン魂
    - 仮面ライダーゴースト　ロビン魂
    - 仮面ライダーゴースト　ニュートン魂
    - 仮面ライダーゴースト　ビリー・ザ・キッド魂
    - 仮面ライダーゴースト　闘魂ブースト魂
    - 仮面ライダーゴースト　リョウマ魂
    - 仮面ライダーゴースト　闘魂ムサシ魂
    - 仮面ライダーゴースト　グレイトフル魂
    - 仮面ライダーゴースト　ムゲン魂
    - 仮面ライダーゴースト　ダーウィン魂
    - 仮面ライダーゴースト　エグゼイド魂
    - 仮面ライダーゴースト　テンカトウイツ魂
    - 仮面ライダーゴースト　平成魂

  - 仮面ライダースペクター
    - 仮面ライダースペクター　ノブナガ魂
    - 仮面ライダースペクター　エジソン魂
    - 仮面ライダーディープスペクター
    - 仮面ライダーディープスペクター　ゲキコウモード
    - 仮面ライダーシンスペクター

  - 仮面ライダーネクロム
    - 仮面ライダーネクロム　グリム魂
    - 仮面ライダーネクロム　サンゾウ魂
    - 仮面ライダーネクロム　友情バースト魂

  - 仮面ライダーダークゴースト
  - 仮面ライダーゼロスペクター
  - 仮面ライダーエクストリーマー
  - 仮面ライダー1号
- 『仮面ライダーアマゾンズ』
  - 仮面ライダーアマゾンオメガ
  - 仮面ライダーアマゾンアルファ
  - 仮面ライダーアマゾンシグマ
  - モグラアマゾン
- 『仮面ライダーアマゾンズ Season2』
  - 仮面ライダーアマゾンネオ
  - 仮面ライダーアマゾンニューオメガ
  - 仮面ライダーアマゾンアルファ(Season2)
  - カラスアマゾン
  - モグラアマゾン(Season2)
- 『仮面ライダーアマゾンズ THE MOVIE 最後ノ審判』
  - 仮面ライダーアマゾンネオアルファ
- 『仮面ライダーエグゼイド』
  - 仮面ライダーエグゼイド
    - 仮面ライダーエグゼイド　アクションゲーマー　Lv.1
    - 仮面ライダーエグゼイド　アクションゲーマー　Lv.2
    - 仮面ライダーエグゼイド　ロボットアクションゲーマー　Lv.3
    - 仮面ライダーエグゼイド　ドラゴンアクションゲーマー　Lv.5（フルドラゴン）
    - 仮面ライダーエグゼイド　ドラゴンアクションゲーマー　Lv.5（ドラゴンファング）
    - 仮面ライダーエグゼイド　ダブルアクションゲーマー　Lv.XX R
    - 仮面ライダーエグゼイド　ダブルアクションゲーマー　Lv.XX L
    - 仮面ライダーエグゼイド　マキシマムゲーマー　Lv.99
    - 仮面ライダーエグゼイド　ムテキゲーマー
    - 仮面ライダーエグゼイド　ゴーストゲーマー　Lv.2
    - 仮面ライダーエグゼイド　クリエイターゲーマー

  - 仮面ライダーブレイブ
    - 仮面ライダーブレイブ　クエストゲーマー　Lv.1
    - 仮面ライダーブレイブ　クエストゲーマー　Lv.2
    - 仮面ライダーブレイブ　ファンタジーゲーマー　Lv.50
    - 仮面ライダーブレイブ　レガシーゲーマー　Lv.100

  - 仮面ライダースナイプ
    - 仮面ライダースナイプ　シューティングゲーマー　Lv.1
    - 仮面ライダースナイプ　シューティングゲーマー　Lv.2
    - 仮面ライダースナイプ　コンバットシューティングゲーマー　Lv.3
    - 仮面ライダースナイプ　シミュレーションゲーマー　Lv.50

  - 仮面ライダーレーザー・仮面ライダーレーザーターボ
    - 仮面ライダーレーザー　バイクゲーマー　Lv.1
    - 仮面ライダーレーザー　チャンバラバイクゲーマー　Lv.3
    - 仮面ライダーレーザーターボ　プロトスポーツバイクゲーマー　Lv.0
    - 仮面ライダーレーザーターボ　プロトコンバットバイクゲーマー　Lv.0
    - 仮面ライダーレーザーX

  - 仮面ライダーゲンム
    - 仮面ライダーゲンム　アクションゲーマー　Lv.1
    - 仮面ライダーゲンム　アクションゲーマー　Lv.2
    - 仮面ライダーゲンム　スポーツアクションゲーマー　Lv.3
    - 仮面ライダーゲンム　ゾンビゲーマー　Lv.X
    - 仮面ライダーゲンム　アクションゲーマー　Lv.0
    - 仮面ライダーゲンム　ゾンビアクションゲーマー　Lv.X-0
    - 仮面ライダーゲンム　ゴッドマキシマムゲーマー　レベルビリオン

  - 仮面ライダーパラドクス　
    - 仮面ライダーパラドクス　パズルゲーマー　Lv.50
    - 仮面ライダーパラドクス　ファイターゲーマー　Lv.50
    - 仮面ライダーパラドクス　パーフェクトノックアウトゲーマー　Lv.99

  - 仮面ライダーポッピー　ときめきクライシスゲーマー　Lv.X
  - 仮面ライダークロノス
    - 仮面ライダークロノス　クロニクルゲーマー
    - 仮面ライダークロノス　(花家大我Ver.)

  - ライドプレイヤーニコ
  - 仮面ライダートゥルーブレイブ
  - アカライダー
  - 仮面ライダー風魔 ニンジャゲーマー
  - 仮面ライダーアナザーパラドクス
- 『仮面ライダービルド』
  - 仮面ライダービルド
    - 仮面ライダービルド　ラビットタンクフォーム
    - 仮面ライダービルド　ゴリラモンドフォーム
    - 仮面ライダービルド　ホークガトリングフォーム
    - 仮面ライダービルド　ニンニンコミックフォーム
    - 仮面ライダービルド　ロケットパンダフォーム
    - 仮面ライダービルド　ファイヤーヘッジホッグフォーム
    - 仮面ライダービルド　ライオンクリーナーフォーム
    - 仮面ライダービルド　キードラゴンフォーム
    - 仮面ライダービルド　海賊レッシャーフォーム
    - 仮面ライダービルド　オクトパスライトフォーム
    - 仮面ライダービルド　フェニックスロボフォーム
    - 仮面ライダービルド　スマホウルフフォーム
    - 仮面ライダービルド　ローズコプターフォーム
    - 仮面ライダービルド　トラユーフォーフォーム
    - 仮面ライダービルド　ラビットタンクスパークリングフォーム
    - 仮面ライダービルド　ラビットタンクハザードフォーム
    - 仮面ライダービルド　ホークガトリングハザードフォーム
    - 仮面ライダービルド　ラビットラビットフォーム
    - 仮面ライダービルド　タンクタンクフォーム
    - 仮面ライダービルド　ジーニアスフォーム
    - 仮面ライダービルド　クローズビルドフォーム

  - 仮面ライダークローズ
    - 仮面ライダークローズチャージ
    - 仮面ライダークローズマグマ
    - 仮面ライダーグレートクローズ

  - 仮面ライダーグリス
    - 仮面ライダーグリスブリザード

  - 仮面ライダーローグ
    - 仮面ライダープライムローグ

  - 仮面ライダーエボル
    - 仮面ライダーエボル　コブラフォーム
    - 仮面ライダーエボル　ブラックホールフォーム

  - 仮面ライダーマッドローグ
    - 仮面ライダーマッドローグ（フェーズ4）

  - 仮面ライダーブラッド
- 『仮面ライダージオウ』
  - 仮面ライダージオウ
    - 仮面ライダージオウ ビルドアーマー
    - 仮面ライダージオウ エグゼイドアーマー
    - 仮面ライダージオウ ゴーストアーマー
    - 仮面ライダージオウ 鎧武アーマー
    - 仮面ライダージオウ フォーゼアーマー
    - 仮面ライダージオウ オーズアーマー
    - 仮面ライダージオウ ダブルアーマー
    - 仮面ライダージオウ ディケイドアーマー
    - 仮面ライダージオウ ディケイドアーマー ビルドフォーム
    - 仮面ライダージオウ クウガアーマー
    - 仮面ライダージオウⅡ

  - 仮面ライダーゲイツ
    - 仮面ライダーゲイツ ゴーストアーマー
    - 仮面ライダーゲイツ ゲンムアーマー
    - 仮面ライダーゲイツ ドライブアーマー
    - 仮面ライダーゲイツ ウィザードアーマー
    - 仮面ライダーゲイツ ファイズアーマー
    - 仮面ライダーゲイツリバイブ剛烈
    - 仮面ライダーゲイツリバイブ疾風

  - 仮面ライダーウォズ
    - 仮面ライダーウォズ フューチャーリングシノビ
    - 仮面ライダーウォズ フューチャーリングクイズ
    - 仮面ライダーウォズ フューチャーリングキカイ

- 『仮面ライダーバトルラッシュ』
  - レッドシャドームーン